# Mörkryggig myrfågel
Mörkryggig myrfågel (Sipia laemosticta) är en fågel i familjen myrfåglar inom ordningen tättingar.

## Utbredning och systematik
Mörkryggig myrfågel förekommer i karibiska sluttningen i östra Costa Rica och karibiska och stillahavssluttningen i Panama. Den behandlas som monotypisk, det vill säga att den inte delas in i några underarter.

## Status och hot
Arten har ett stort utbredningsområde, men tros minska i antal, dock inte tillräckligt kraftigt för att den ska betraktas som hotad. Internationella naturvårdsunionen IUCN listar arten som livskraftig (LC).